# آیشا هیندز
آیشا هیندز (انگلیسی: Aisha Hinds؛ زادهٔ ۱۳ نوامبر ۱۹۷۵) بازیگر اهل ایالات متحده آمریکا است.
از فیلم‌ها یا برنامه‌های تلویزیونی که وی در آن نقش داشته‌است، می‌توان به زیر گنبد، سه روز آینده، حمله به کلانتری ۱۳ و پروژه پنج اشاره کرد.